# Manuel Camacho
Manuel Camacho Meléndez, né le 6 avril 1929 dans l'état de Jalisco au Mexique et décédé le 24 septembre 2008, est un joueur de football international mexicain qui évoluait au poste de gardien de but.

## Biographie

### Carrière en club
Au cours de sa carrière en club, il remporte cinq Coupes du Mexique : trois avec le Club América, une avec Veracruz, et une avec le Deportivo Toluca.

### Carrière en sélection
Avec l'équipe du Mexique, il joue un match (pour aucun but inscrit) en 1956. 
Il figure dans le groupe des sélectionnés lors de la Coupe du monde de 1958, sans toutefois jouer de match lors de la phase finale de cette compétition.

## Palmarès
| Club América - Coupe du Mexique (3) : - Vainqueur : 1953-54, 1954-55 et 1963-64. - Supercoupe du Mexique (1) : - Vainqueur : 1955. |  | Veracruz - Coupe du Mexique (1) : - Vainqueur : 1947-48. - Supercoupe du Mexique : - Finaliste : 1948. |

 Deportivo Toluca
- Championnat du Mexique :
  - Vice-champion : 1956-57 et 1957-58.

- Coupe du Mexique (1) :
  - Vainqueur : 1955-56.